# نادي عقابان هندوكش
نَادِي عٌقبَان هُندوُكش لكُرة القدَم (بالفارسية: باشگاه فوتبال عقابان هندوکش) ، هي نادي رياضي لكرة القدم في العاصمة الأفغانية كابل ، أسست في شهر أغسطس سنة 2012م، وتلعب في بطولة الدوري الأفغاني الممتاز.

## مصدر
1. ↑  Oqaban Hindukosh | APL نسخة محفوظة 13 مارس 2018 على موقع واي باك مشين.